# Landgericht Rothenburg
Das Landgericht Rothenburg war ein von 1808 bis 1862 bestehendes bayerisches Landgericht älterer Ordnung mit Sitz in Rothenburg ob der Tauber im heutigen Landkreis Ansbach.

## Lage
Das Landgericht Rothenburg grenzte im Norden an das Landgericht Uffenheim, im Nordosten an das Landgericht Windsheim, im Osten an das Landgericht Leutershausen, im Südosten an das Landgericht Schillingsfürst, im Süden an das Landgericht Feuchtwangen und im Westen an Württemberg.

## Geschichte
Im Jahr 1808 wurde im Verlauf der Verwaltungsneugliederung Bayerns das Landgericht Rothenburg errichtet. Dieses wurde dem Rezatkreis zugeschlagen.
1818 gab es im Landgericht Rothenburg 8981 Einwohner, die sich auf 1878 Familien verteilten und in 1706 Anwesen wohnten.
1846 hatte das Landgericht Rothenburg eine Fläche von 41⁄2 Quadratmeilen (≈252 km²) und 9651 Einwohner (darunter 420 Katholiken), 109 Ortschaften (22 Pfarrdörfer, 4 Kirchdörfer, 7 Dörfer, 30 Weiler und 46 Einöden) und 29 Landgemeinden.
1858 wurden die Gemeinden Erzberg, Gailnau, Gailroth, Oestheim, Wettringen und Wörnitz an das Landgericht Schillingsfürst abgegeben.
1862 wurde die Verwaltung vom Bezirksamt Rothenburg ob der Tauber übernommen und die Gerichtsbarkeit vom Stadt- und Landgericht Rothenburg ob der Tauber (1879 in das Amtsgericht Rothenburg ob der Tauber umgewandelt).

## Struktur

### Steuerdistrikte
Das Landgericht wurde in 17 Steuerdistrikte aufgeteilt, die vom Rentamt Rothenburg verwaltet wurden:
- Adelshofen mit Gickelhausen, Großharbach, Haardt und Ruckertshofen;
- Bettwar mit Possenmühle und Tauberscheckenbach;
- Erzberg mit Arzbach, Grüb, Harlang, Kleinmühlen und Rothof;
- Gailnau mit Leidenberg, Obergailnau, Oberoestheim, Sandhof, Seemühle, Untergailnau, Unteroestheim und Walkersdorf;
- Gattenhofen mit Ellwingshofen;
- Gebsattel mit Dorfmühle, Eckartshof, Kirnberg, Leuzhof, Pleikartshof, Rödersdorf, Södelbronn, Wasenmühle und Wildenhof;
- Insingen mit Fallhaus, Hammerschmiede, Kappenmühle, Kastenmühle und Wilhelmsmühle;
- Leuzenbronn mit Brundorf, Hemmendorf, Reusch, Schnepfendorf und Vorbach;
- Lohr mit Bettenfeld, Burgstall, Herrnwinden, Hollermühle, Lohrbach, Mittelmühle und Obermühle;
- Neusitz mit Erlbach, Horabach, Karrachmühle, Schafhof und Wachsenberg;
- Ohrenbach mit Gailshofen, Gumpelshofen, Oberscheckenbach und Reichardsroth;
- Schweinsdorf mit Chausseehaus, Gärtleinsseehaus, Linden und Nordenberg;
- Steinach mit Endsee, Gypshütte, Habelsee, Landthurm, Reichelshofen, Seemühle und Steinachenmühl;
- Steinsfeld mit Hartershofen und Urphershofen;
- Tauberzell mit Ackermannsmühle, Gundelsmühle, Hautschenmühle und Neustett;
- Wettringen mit Gailroth, Leitsweiler, Löffelmühle, Reichenbach, Seemühle, Taubermühle und Thomasmühle;
- Wörnitz mit Bastenau, Bösennördlingen, Ebertsmühle, Groß- und Kleinulrichshausen, Mittelstetten, Morrieden, Oberwörnitz, Riedenberg, Rosenhof, Sandmühle und Unterwörnitz.

### Ruralgemeinden
1820 gehörten 29 Ruralgemeinden zum Landgericht:
- Adelshofen mit Gickelhausen, Haardt und Ruckertshofen;
- Bettenfeld mit Herrnwinden, Mittelmühle, Obermühle und Reusch;
- Bettwar mit Possenmühle;
- Endsee;
- Erzberg mit Arzbach, Bastenau, Harlang, Kleinmühlen und Rothof;
- Gailnau mit  Obergailnau und Untergailnau;
- Gailroth mit Leitsweiler, Ebethof und Hornunghof (?);
- Gattenhofen;
- Gebsattel mit Dorfmühle, Eckartshof, Rödersdorf und Wasenmühle;
- Großharbach;
- Habelsee;
- Hartershofen mit Gypshütte und Urphershofen;
- Insingen mit Fallhaus, Hammerschmiede, Kappenmühle, Kastenmühle Leidenberg, Lohrbach, Sandhof und Wilhelmsmühle;
- Kirnberg mit Pleikartshof und Wildenhof;
- Leuzenbronn mit Brundorf,  Burgstall, Hemmendorf, Hollermühle, Schnepfendorf und Vorbach;
- Lohr mit Leuzhof und Obermühle;
- Neusitz mit Erlbach, Horabach, Schafhof, Södelbronn und Wachsenberg;
- Neustett;
- Nordenberg mit Karrachmühle und Linden;
- Oberscheckenbach;
- Oestheim mit  Oberoestheim und Unteroestheim;
- Ohrenbach mit Gailshofen, Gumpelshofen und Reichardsroth;
- Schweinsdorf mit Chausseehaus und Gärtleinsseehaus;
- Steinach mit Landthurm, Seemühle und Steinachenmühl;
- Steinsfeld mit Ellwingshofen und Reichelshofen;
- Tauberscheckenbach;
- Tauberzell mit Ackermannsmühle, Gundelsmühle und Hautschenmühle;
- Wettringen mit Grüb, Löffelmühle, Reichenbach, Seemühle, Taubermühle und Thomasmühle;
- Wörnitz mit Bösennördlingen, Ebertsmühle, Groß- und Kleinulrichshausen, Mittelstetten, Morrieden, Oberwörnitz, Riedenberg, Rosenhof, Sandmühle, Unterwörnitz und Walkersdorf.